# الجرائبة (الملاح)

تعديل مصدري - تعديل

الجرائبـة هي إحدى قرى عزلة الملاح بمديرية الملاح التابعة لمحافظة لحج، بلغ تعداد سكانها 306 نسمة حسب تعداد اليمن لعام 2004.